# امتزكين (أتليت)
امتزكين هي إحدى مشيخات المملكة المغربية، تتبع جغرافيا لإقليم طاطا وإداريًا لأتليت. يقدر عدد سكانها بـ 1678 نسمة حسب الإحصاء الرسمي للسكان والسكنى لسنة 2004.